# Novovolynsk
Novovolynsk (ukrainsk: Новововолинськ) er en by af regional betydning  i Volyn oblast, Ukraine beliggende tæt på den polske grænse. Byen har en befolkning på omkring 49.772 (2022) indbyggere.
Indtil for nylig var Novovolynsk et vigtigt kulminecenter i regionen. Byen har nogle få fabrikker: et jernbetonværk, et teglværk, et anlæg til vedligeholdelse af mineudstyr, en kødpakke- og brødfabrik og en trævarefabrik.

## Historie
Novovolynsk blev bygget i 1950 som en mineby i Sovjetunionen. Den fik bystatus i 1957. Ordet "Novovolynsk" er en morfologisk blanding, der betyder "en ny by i Volyn-regionen".